# Christopher Ondaatje
Sir Philip Christopher Ondaatje, OC, CBE, (* 22. Februar 1933 in Kandy, Sri Lanka) ist ein  aus Sri Lanka stammender britisch-kanadischer Schriftsteller, Philanthrop, Abenteurer, ehemaliger Unternehmer und ehemaliger Teilnehmer an den Olympischen Spielen. Im Jahr 2007 lebte er in Chester (Nova Scotia) in Kanada.
Er ist der Bruder des Schriftstellers Michael Ondaatje.

## Leben
Christopher Ondaatje wurde in Sri Lanka, das zu jener Zeit noch Ceylon hieß, als ältester Sohn einer wohlhabenden Burgher Familie mit portugiesischen, niederländischen, singhalesischen und tamilischen Vorfahren geboren. In Ceylon besuchte er die St. Thomas Schule in Guruthalawa, ab 1947 war er Schüler eines Internates in Tiverton, Devon in Großbritannien, der Blundell’s School. Nach der Unabhängigkeit Ceylons im Jahr 1948 verfiel das Vermögen der Familie schnell, daher musste Christopher die Schule im Jahr 1951, ein Jahr vor seinem Abschluss, verlassen. Im Jahr 1956 wanderte er nach Kanada aus und kam in Toronto praktisch ohne Geld an. Ab 1962 arbeitete er für die Financial Post in Toronto. In Kanada gründete er zusammen mit Geschäftspartnern im Jahr 1970 die Firma Loewen, Ondaatje, McCutcheon, Kanadas erste unabhängige Brokerfirma  und verdiente als Aktienhändler damit viel Geld, so dass er das Vermögen der Familie schnell wieder aufbauen konnte. Er gründete die Pagurian Press, die später an die Familie Bronfman verkauft wurde, und verdiente damit auch im Verlagswesen gut.
Ondaatje war Mitglied der Kanadischen Viererbob-Mannschaft bei den Olympischen Winterspielen 1964 in Innsbruck.
In Kanada wurde er als Förderer verschiedener gemeinnütziger Organisationen bekannt, dazu gehören die Lakefield College School, das Lester B. Pearson United World College of the Pacific, die Dalhousie University, die National Ballet School, das Royal Ontario Museum (mit der Sir Christopher Ondaatje South Asian Gallery), das Massey College an der University of Toronto und das Chester Playhouse.
Nach vielen erfolgreichen Berufsjahren, in denen er zu den aggressivsten und rücksichtslosesten Geschäftsleuten von Toronto gezählt wurde, gab er seine geschäftliche Tätigkeit im Jahr 1995 auf. Er zog um nach Großbritannien und führte dort ein ereignisreiches Leben, förderte aber weiterhin verschiedene Organisationen. So reiste er durch Indien und Afrika und begann auch, wie sein jüngerer Bruder, der bekannte Romanautor Michael Ondaatje, Bücher zu schreiben. Seine Bücher handeln von seinen Reisen und den dabei erlebten Abenteuern.
Im Jahr 2000 unterstützte er finanziell die Erweiterung der National Portrait Gallery, in der ein Flügel nach ihm als Ondaatje Wing benannt wurde. Diese und weitere seiner Spenden trugen im Jahr 2000 zu seiner Ernennung zum Commander des Order of the British Empire durch die Britische Regierung bei sowie zu seiner Ernennung zum Ritter durch die Königin im Juni 2003. Darüber hinaus wurde er im Jahr 1992 auch mit der höchsten kanadischen Auszeichnung für Zivilisten, der Ernennung zum Offizier des Order of Canada, geehrt sowie zum Senior Fellow des Massey College ernannt.
In seinem zuletzt erschienenen Buch Hemingway in Africa legt er seine Ansichten zu Leben und Motivation von Ernest Hemingway dar.
Ondaatje ist seit 1959 mit seiner aus Litauen stammenden Frau Valda verheiratet. Er hat mit ihr drei Kinder (David, Seira, Jans).

## Werke
- Leopard in the Afternoon – An Africa Tenting Safari. 2006
- The Man-eater of Punanai – A Journey of Discovery to the Jungles of Old Ceylon. 2006
- Woolf in Ceylon: An Imperial Journey in the Shadow of Leonard Woolf, 1904–1911. 2005
- Hemingway in Africa. 2004
- Journey to the Source of the Nile. 1999
- Sindh Revisited. 1996
- The Prime Ministers of Canada, 1867–1967. 1968
- Olympic victory: The story behind the Canadian Bob-Sled Club's incredible victory at the 1964 Winter Olympic Games. 1967

## Belege
1. 1 2 3 4  Auszüge englischer Zeitungsartikel über Christopher Ondaatje, darunter National Post Online vom 13. Oktober 2001 und Sunday Times vom 27. November 2005. rootsweb.com (abgerufen am 30. Januar 2008)
2. 1 2 3  Interview und Kurzbiographie auf www.canadianbusiness.com (englisch), abgerufen am 30. Januar 2008.
3. ↑  Lester B. Pearson United World College of the Pacific – History of the Board. Ehemals im Original (nicht mehr online verfügbar); abgerufen am 12. März 2014 (englisch). (Seite nicht mehr abrufbar. Suche in Webarchiven)  Info: Der Link wurde automatisch als defekt markiert. Bitte prüfe den Link gemäß Anleitung und entferne dann diesen Hinweis.
4. ↑  Geschichte des Chester Playhouse auf chesterplayhouse.ns.ca, (englisch)
5. 1 2  Kurzporträt über Christopher Ondaatje auf bbc.co.uk (englisch), abgerufen am 30. Januar 2008.
6. ↑  Kurzbiographie Christopher Ondaatje für BBC4 auf bbc.co.uk (englisch), abgerufen am 30. Januar 2008.
7. ↑  Sir Christopher Ondaatje’s ‘Visions of an Island’ posted on our site (englisch)
8. ↑  Eintrag über Christopher Ondaatje beim Order of Canada (englisch)